# كيمياء الأشعة
كيمياء الأشعة فرع من الكيمياء النووية وهي دراسة التأثيرات الكيميائية للإشعاع على المادة؛ وهذا يختلف تمامًا عن الكيمياء الإشعاعية (radiochemistry) إذ لا يلزم وجود نشاط إشعاعي في المادة التي ستتغير كيميائيًا عند تعرضها للإشعاع. من الأمثلة على ذلك التحليل الإشعاعي للماء إلى غاز الهيدروجين وبيروكسيد الهيدروجين.

## تفاعلات الأشعة مع المادة
عندما يتحرك الإشعاع المؤين عبر المادة، تسبب طاقته تآثرًا مع إلكترونات الأنواع الممتصة. ينتج عن التفاعل بين الإشعاع والأنواع الممتصة إزالة إلكترون من ذرة أو رابطة جزيئية لتشكيل جذور كيميائية وأنواع مثارة. تتفاعل الجذور الكيميائية مع بعضها البعض أو مع جزيئات أخرى في الوسط. تفاعلات الجذور الكيميائية هي المسؤولة عن التغييرات الملاحظة بعد تشعيع النظام الكيميائي.
تتآثر جسيمات الإشعاع المشحونة (جسيمات α وβ) عبر قوى كولوم الموجودة بين شحنات الإلكترونات في وسط الامتصاص وجسيم الإشعاع المشحون. تحدث هذه التآثرات باستمرار على طول مسار الجسيم الوارد حتى تُستنفذ الطاقة الحركية للجسيم إلى حد معين.
من العوامل المهمة التي تميز أنواع الإشعاع المختلفة عن بعضها البعض انتقال الطاقة الخطي (إل إي تي)، وهو المعدل الذي يفقد فيه الإشعاع الطاقة مع زيادة المسافة المقطوعة عبر جسيم الامتصاص. عادةً ما تكون الأنواع التي لديها قيمة منخفضة لمعامل الانتقال الخطي ذات كتلة منخفضة، أي إما فوتونات أو أنواع إلكترونية (جسيمات β، والبوزيترونات) وتتآثر بشكل بسيط على طول مسارها عبر جسيم الامتصاص، ما يؤدي إلى تشكل مناطق معزولة مليئة بالجذور الكيميائية التفاعلية. عادةً ما تكون الأنواع التي تملك قيمة مرتفعة لمعامل الانتقال الخطي ذات كتلة أكبر من كتلة إلكترون واحد، على سبيل المثال جسيمات ألفا، وتفقد الطاقة بسرعة ما يؤدي إلى تشكل مجموعة متأينة قريبة من بعضها البعض. نتيجةً لذلك، ينتقل الجسيم الثقيل مسافة قصيرة نسبيًا.
يشار إلى المناطق الحاوية على تركيز عالٍ من الأنواع المتفاعلة بعد امتصاص الطاقة من الإشعاع بالأنواع المثارة. في وسط مُعرض لإشعاع ذي معامل انتقال طاقة خطي منخفض، تتوزع الأنواع المثارة بشكل بسيط عبر المسار وتكون غير قادرة على التفاعل. بالنسبة لإشعاع ذي معامل انتقال طاقة خطي مرتفع، يمكن أن تتداخل الأنواع المثارة، ما يؤدي إلى تفاعلات فيما بينها، بالتالي تشكل نواتج مختلفة عن نواتج الوسط نفسه عند تعريضه لإشعاع ذي معامل انتقال طاقة خطي مرتفع.

## كيمياء المياه
تتضمن كل من التأثيرات الضارة للإشعاع على الأنظمة البيولوجية (السرطان ومتلازمة الإشعاع الحادة) والتأثيرات المفيدة للعلاج الإشعاعي كيمياء الأشعة للماء. توجد أغلب الجزيئات البيولوجية في وسط مائي. عندما يتعرض الماء للإشعاع، يمتص الطاقة، ويشكل أنواعًا تفاعلية كيميائيًا يمكن أن تتفاعل مع المواد المذابة. يتأين الماء لتشكيل إلكترون مذاب و+H2O، يمكن أن يتفاعل كاتيون +H2O مع الماء لتكوين هيدرونيوم (+H3O) وجذر هيدروكسيل (.HO). بالإضافة إلى ذلك، يمكن أن يتحد الإلكترون المذاب مع كاتيون +H2O لتشكيل جزيئات مثارة من الماء، ثم تتحلل هذه الجزيئات المثارة إلى أنواع مثل جذور الهيدروكسيل (.HO) وذرات الهيدروجين (.H) وذرات الأكسجين (.O). وأخيرًا، يمكن أن يتفاعل الإلكترون المذاب مع المواد المذابة مثل البروتونات المذابة أو جزيئات الأكسجين لتكوين ذرات الهيدروجين وجذور فوق الأكسيد الأنيونية. قد تكون إمكانية الأكسجين بتغيير كيمياء الإشعاع إحدى الأسباب التي تجعل الأنسجة المؤكسَجة أكثر حساسية للإشعاع من الأنسجة غير المؤكسَجة في مركز الورم. تعمل الجذور الحرة، مثل جذر الهيدروكسيل، على تعديل الجزيئات البيولوجية كيميائيًا مثل الدنا، ما يؤدي إلى تلف فيها مثل كسور في سلاسل الدنا. يمكن لبعض المواد الحماية من الضرر الناجم عن الإشعاع من خلال التفاعل مع الأنواع التفاعلية الناتجة عن تشعيع الماء.